# Sotto il vulcano (romanzo)
Sotto il vulcano (Under the Volcano) è il secondo e ultimo romanzo completo scritto dall'autore inglese Malcolm Lowry. Il libro, in gran parte autobiografico, racconta la storia di Geoffrey Firmin, un alcolizzato console britannico nella città messicana di Quauhnahuac, il giorno dei morti, 2 novembre 1938, nelle sue ultime ore di vita. La remota cittadina sorge all'ombra dei grandi vulcani Popocatépetl e Iztaccíhuatl, che danno il titolo all'opera ed eclissano con la loro possanza l'ambiente e i suoi personaggi. 
Il testo fu adattato per la radio nel 1947, ma era già esaurito quando Lowry morì nel 1957; la sua popolarità risorse nel 1984 quando la versione servì come base per il film Sotto il vulcano, diretto da John Huston. Nel 1998 la Modern Library incluse il romanzo all'undicesimo posto nella lista dei 100 migliori libri inglesi.
Ideato da Lowry come una sorta di "Divina Commedia ubriaca", Sotto il vulcano è un capolavoro sulla forza ossessiva, ineluttabile dell'autodistruzione, che obbedisce  alla dissoluzione della forma-romanzo, qui avvolta in un velario funebre. Il protagonista, circondato da commissari, archeologi e salvatori del mondo, impegnato a distruggere se stesso svolge egli stesso la figura dell'alieno.

## Trama
In Europa sta per scoppiare la II Guerra Mondiale e il console inglese Geoffrey Firmin è stato praticamente esiliato in uno sperduto angolo del Messico. Alcolista cronico dopo il divorzio con la moglie Yvonne, viene da questa raggiunto in Messico proprio il giorno dell'arrivo del fratellastro Hugh. Quest'ultimo e Yvonne erano stati amanti e Geoffrey, a un anno dal divorzio, non dovrebbe avere più nulla da recriminare, ma comunque soffre degli atteggiamenti tra i due. Durante una gita che dovrebbe alleggerire la tensione, Geoffrey viene però ucciso a causa di una incomprensione con la polizia messicana.

## Ricezione critica
- Alfred Kazin scrisse: «La storia e l'incubo di un alcolista  perseguitato dai rimorsi di una colpa inespiabile. Uno dei romanzi più alti, più straordinari e originali del nostro tempo».

## Edizioni
- (EN) Under The Volcano, New York, Reynal and Hitchcock, 1947.
- (EN) Under The Volcano, London, Jonathan Cape, 1947.
- Sotto il vulcano, traduzione di Giorgio Monicelli, Milano, Feltrinelli, 1961-2017.
- Sotto il vulcano, traduzione di Marco Rossari, Collana I narratori, Milano, Feltrinelli, 2018, ISBN 978-88-070-3276-9.